# Fort la Latte
Le fort la Latte ou château de la Roche Goyon est un château fort situé sur la pointe de la Latte, près du cap Fréhel dans le département des Côtes-d'Armor sur la commune de Plévenon en baie de Saint-Malo. Remarquable par sa situation sur un cap rocheux, face à la mer, il a servi de décor à plusieurs films.
Le fort fait l’objet d'un classement au titre des monuments historiques depuis les 11 août 1925 et 28 février 1934.

## Localisation
Le fort est situé sur un cap rocheux, à proximité du cap Fréhel, sur la commune de Plévenon.
Ce site fut choisi en raison de son emplacement favorable, naturellement peu accessible et offrant une vue dégagée sur la Manche et sur la Côte d'Émeraude ainsi qu'une grande partie de la Baie de Saint-Malo. Les falaises entourent le château et ses environs, ce qui le protège de toute invasion par la mer.
De plus, les matériaux de construction étaient facilement accessibles : le granite venait du cœur de la Bretagne, le grès pouvait être directement récupéré sur les falaises (il reste d'ailleurs des traces des anciennes carrières sur le littoral, révélées par des toponymes tels que « port Taillé » toujours présents sur le cadastre). En outre, le bois était courant, avec les nombreuses forêts de l'époque médiévale.
Le fort était un point stratégique important puisqu'il se trouvait non loin des voies commerciales reliant Saint-Malo, la Normandie et les îles Anglo-Normandes.

## Historique
Le château est construit au XIVe siècle par le seigneur de Matignon, Étienne III Goüyon. La construction du château commença dans les années 1340, son donjon date des années 1365-1370.
En 1379, à la suite du retour d'exil du duc de Bretagne Jean IV, le château fut assiégé par Bertrand Du Guesclin. Le château est attaqué et pris une seconde fois en 1597 lors des guerres de Religion, cette attaque de la Ligue catholique envers les occupants fidèles à Henri IV marque un temps d'abandon de l'édifice qui est partiellement incendié. Ce n'est qu'au XVIIIe siècle, sous Louis XIV, que le château reprend son intérêt stratégique et est bastionné.
Colbert de Croissy écrit en 1665 que [l'orthographe de l'époque a été respectée]« le chasteau de La Latte, basty sur une pointe de roche qui avance dans la mer escarpée de tous costez, ledict chasteau consistant en quatre tours et un dongeon ou grosse tour au milieu, le tout non terrassé de nulle considération et très ruisné (...) n'est habité que par un consierge (...) » ; il appartenait alors à François Gouyon de Matignon (1607-1675).
Il servira jusqu'à la fin du Premier Empire où l'évolution des techniques militaires conduisit à son inadaptabilité. À partir de 1892, il fut vendu à divers propriétaires privés avant d'être acheté par un passionné Frédéric Joüon des Longrais en 1931 qui entreprit de lourds travaux de restauration.
L'électricité n'arrive au château qu'en 2001.
Albert II prince de Monaco effectue une visite privée au château, le 5 juillet 2012 sur les traces de ses ancêtres les Goyon Matignon. Il effectue une nouvelle visite au château le 9 avril 2025, accompagné de son épouse et de leurs deux enfants. À l’occasion du tricentenaire de la mort de Jacques III de Matignon († 14 janvier 1725), il tient à leur faire découvrir les fiefs et le château, berceau breton de leurs racines familiales. La famille princière partage un déjeuner dans la salle du logis seigneurial, en compagnie des représentants des institutions locales (maires, députés, préfet), ainsi que la famille propriétaire du château.

### Festivités
Depuis l'ouverture du château au public, les propriétaires, la famille Joüon Des Longrais ont partagé le domaine avec les visiteurs à travers différents événements :
- les nuits celtiques du Fort La Latte[10] en 2006 et 2007 (soirée contées en musique) ;
- les Grandes Médiévales organisées en août chaque année depuis 2008[11], ainsi que les petites médiévales tous les deux ans.

## Description
Le fort est muni de deux châtelets, l'un s'ouvrant sur la barbacane, l'autre sur la cour du château ; chacun possède son pont-levis. Dans la cour, on retrouve une citerne d'eau, une chapelle, les différents moyens défensifs (notamment les emplacements des batteries de canons) et bien sûr le donjon.
Devant le château, on trouve également un bélier ainsi qu'un pilori.
Sur le chemin menant au château, on peut observer un petit menhir dressé qui selon la légende serait « la dent » ou « le doigt » de Gargantua.

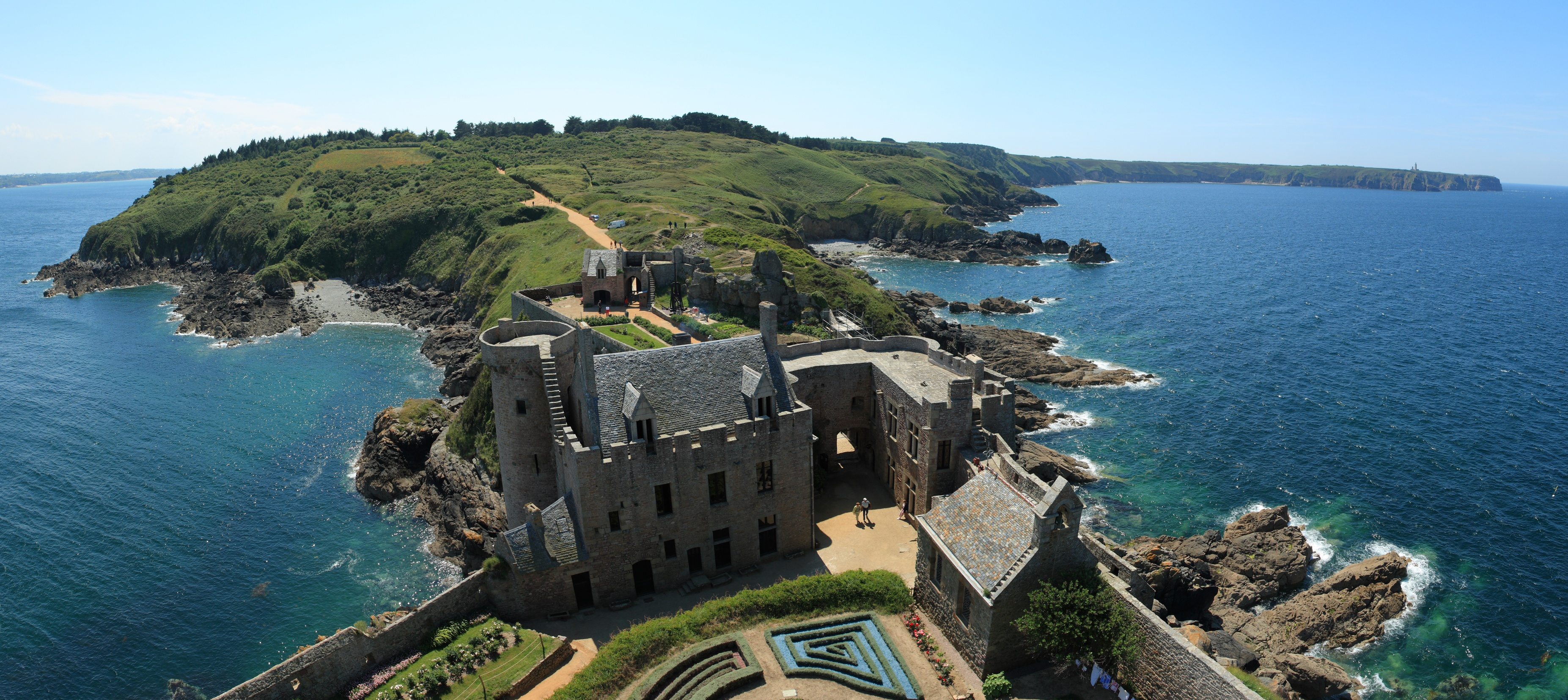
Vue sur la Côte d'Émeraude et le cap Fréhel depuis le donjon du Fort la Latte.
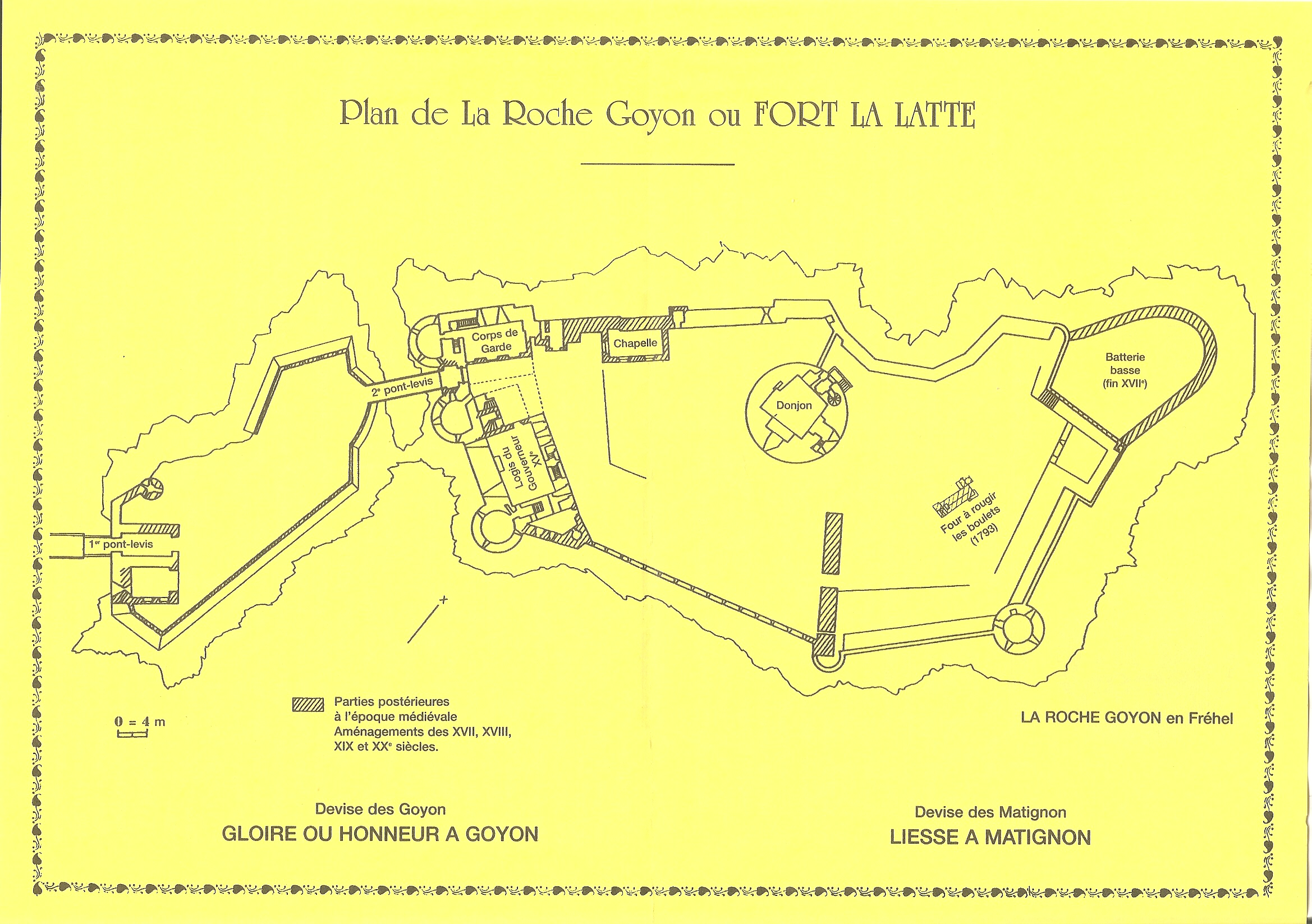
Le plan du fort.

### La première entrée

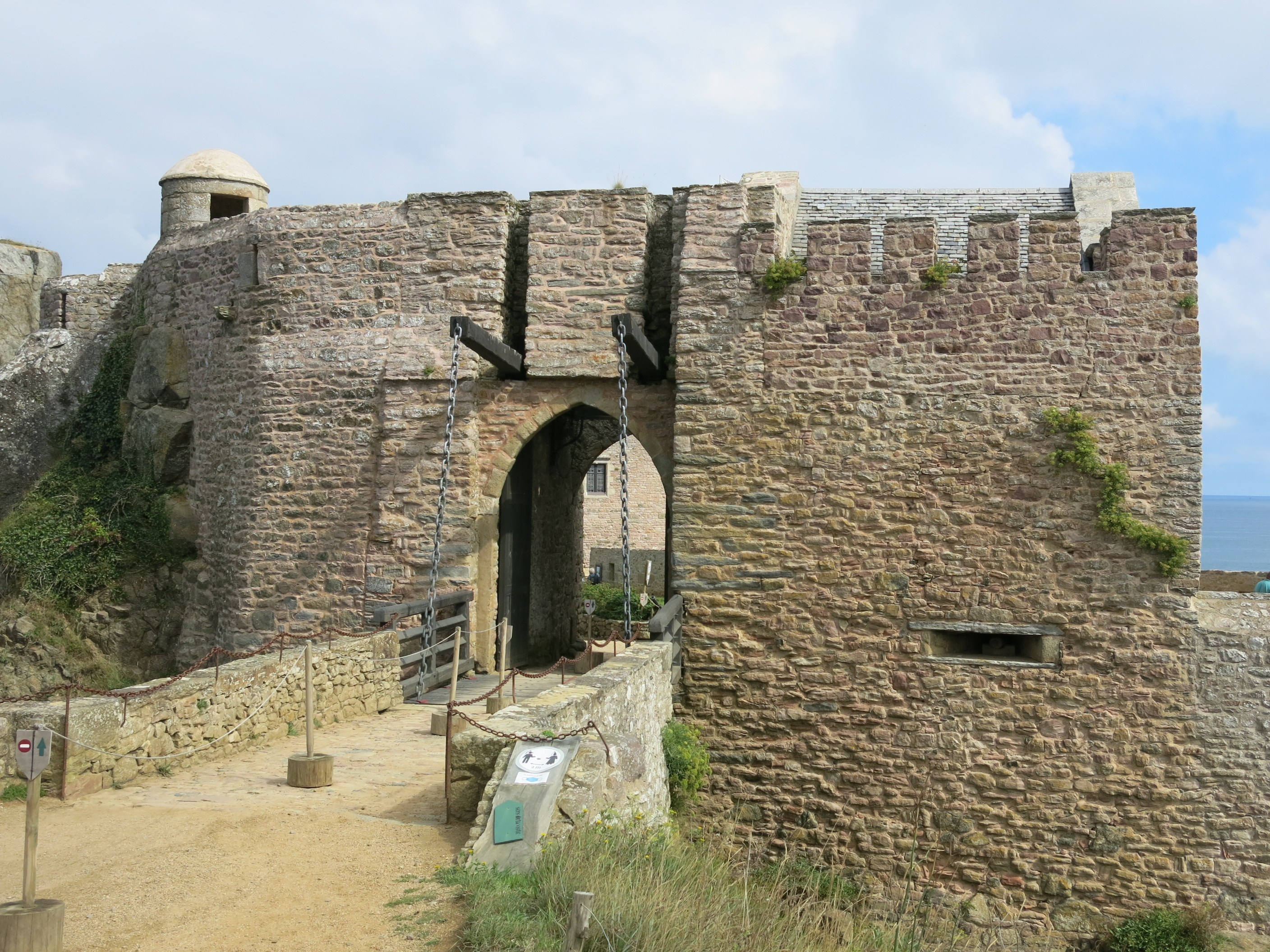
La première entrée.

La première entrée comporte un premier pont-levis et ouvre sur une barbacane, c'est-à-dire un ouvrage de défense avancé.
Une herse se trouvait dans la rainure et la pierre de soubassement soutenait la porte.
Le premier châtelet de la barbacane est muni d'un pont-levis reconstitué en état de fonctionnement. À l'époque de sa construction au XIVe siècle, il était aussi protégé par une herse et une porte à double-battant. Entièrement détruit à coup de canon lors de la seconde prise du château, il a par la suite été reconstruit.
La barbacane est séparée du château par un gouffre de plusieurs mètres. Un deuxième pont-levis permet de le franchir et d'entrer dans le château.
Elle est agrémentée d'un petit jardin médiéval. Une bricole, sorte de catapulte, ainsi qu'un panorama de la baie de Saint-Malo y sont également présents.

### La seconde entrée

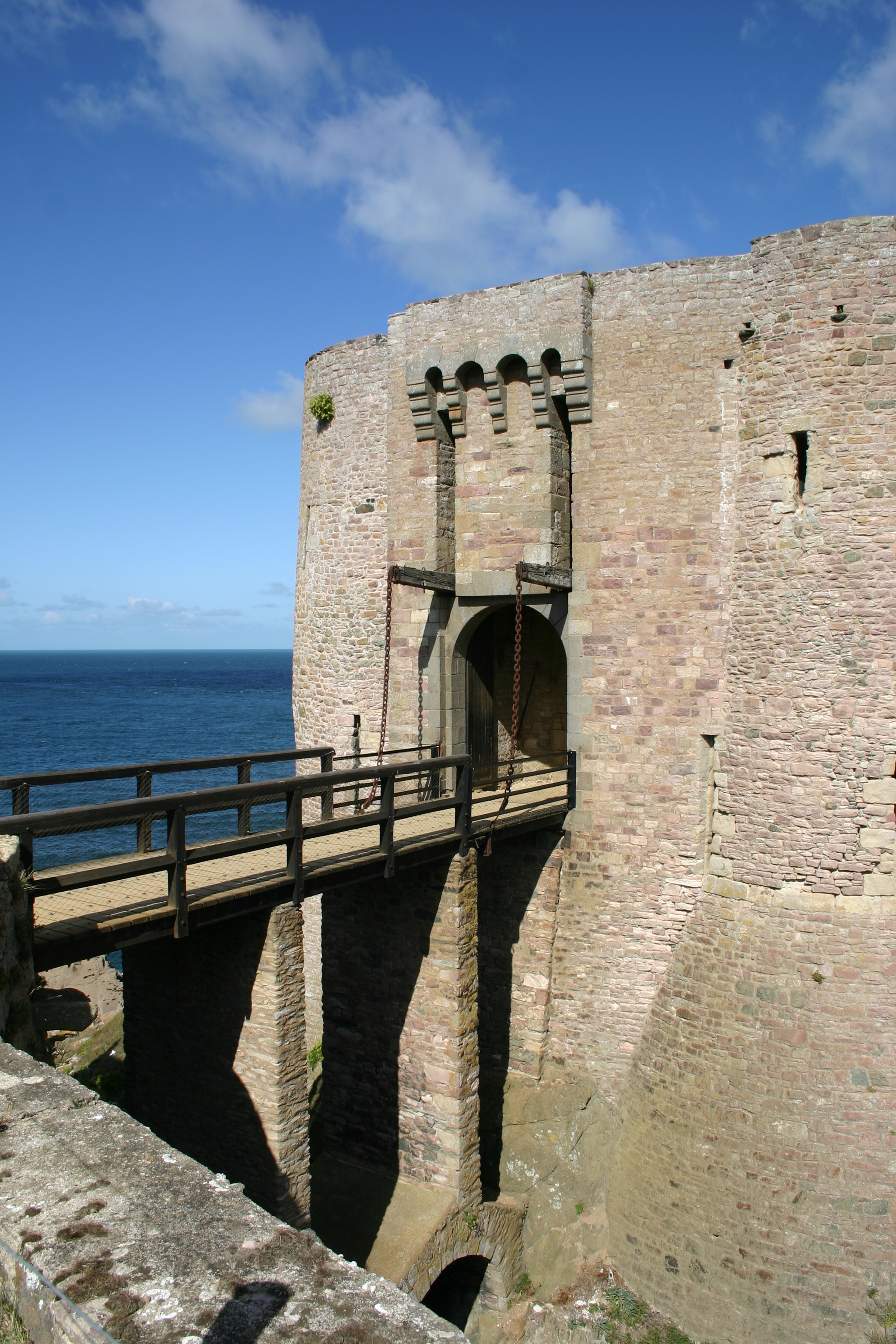
La seconde entrée.

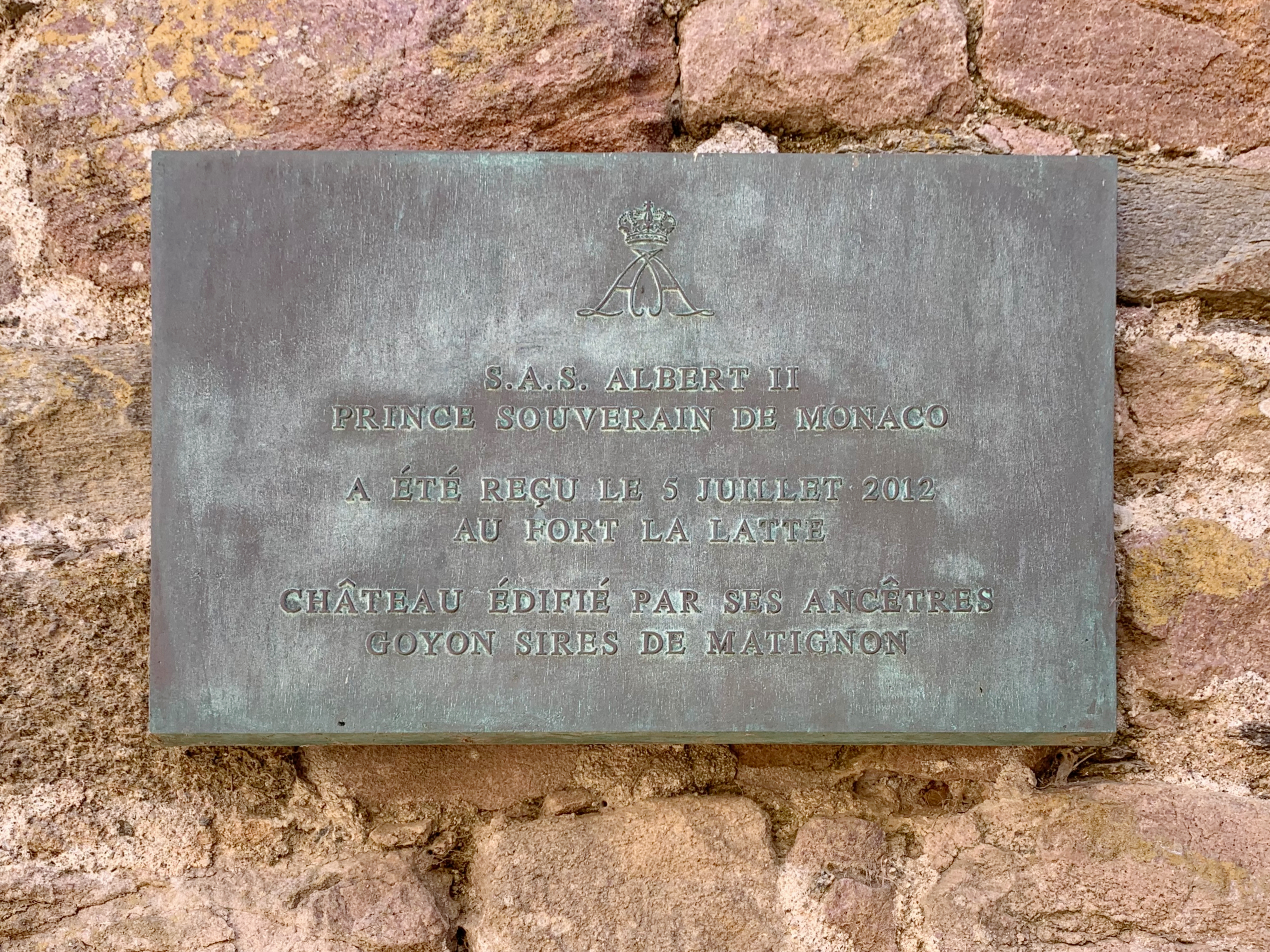
Plaque de bronze, située dans l'enceinte du Fort près de la seconde entrée, qui commémore la visite de SAS Albert II, le 05 07 2012.

La seconde entrée débouche sur un deuxième châtelet qui protège une cour. On y trouve aussi une oubliette.
Muni lui aussi d'un pont-levis et d'une herse, il ne reste du châtelet médiéval que les deux tours, le reste (et notamment l'étage supérieur) ayant été pulvérisé par la canonnade du XVIe siècle.
Les ponts-levis respectifs des deux châtelets ne sont pas sur le même axe afin de gêner les manœuvres des béliers.

### La cour
La cour abrite de nombreux aménagements, tels que la citerne, la chapelle construite sous Louis XIV, le logis du gouverneur et un corps de garde pour héberger des soldats.
Entièrement remblayée au XVIIe siècle pour y utiliser les canons, elle recouvre le sol médiéval originel qui se trouve jusqu'à huit mètres de profondeur en dessous du sol actuel. Les fouilles archéologiques ont par ailleurs révélé une tour carrée qui servit probablement de tour de garde entièrement enfouie sous la terre[réf. nécessaire].

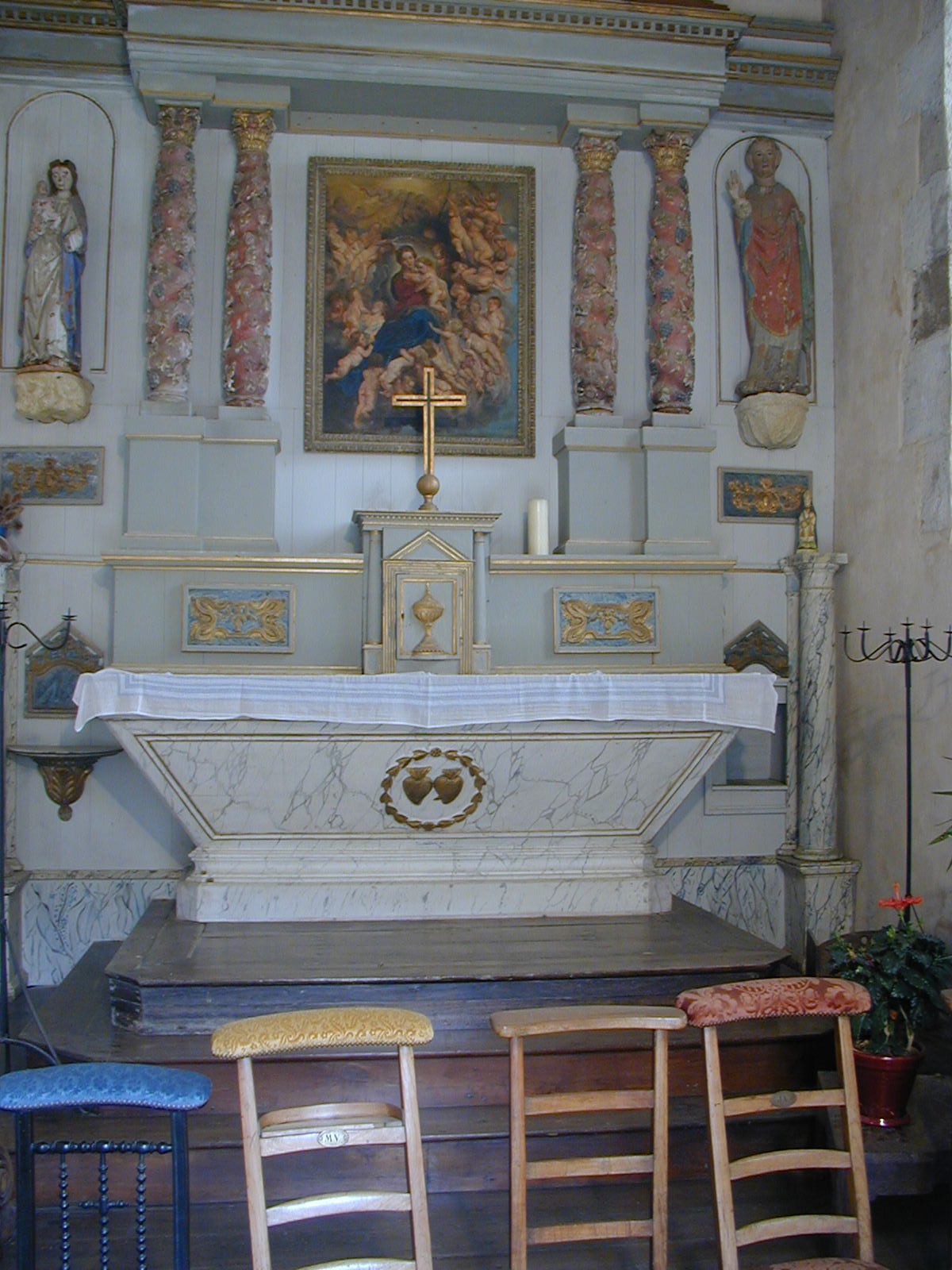
L'intérieur de la chapelle.
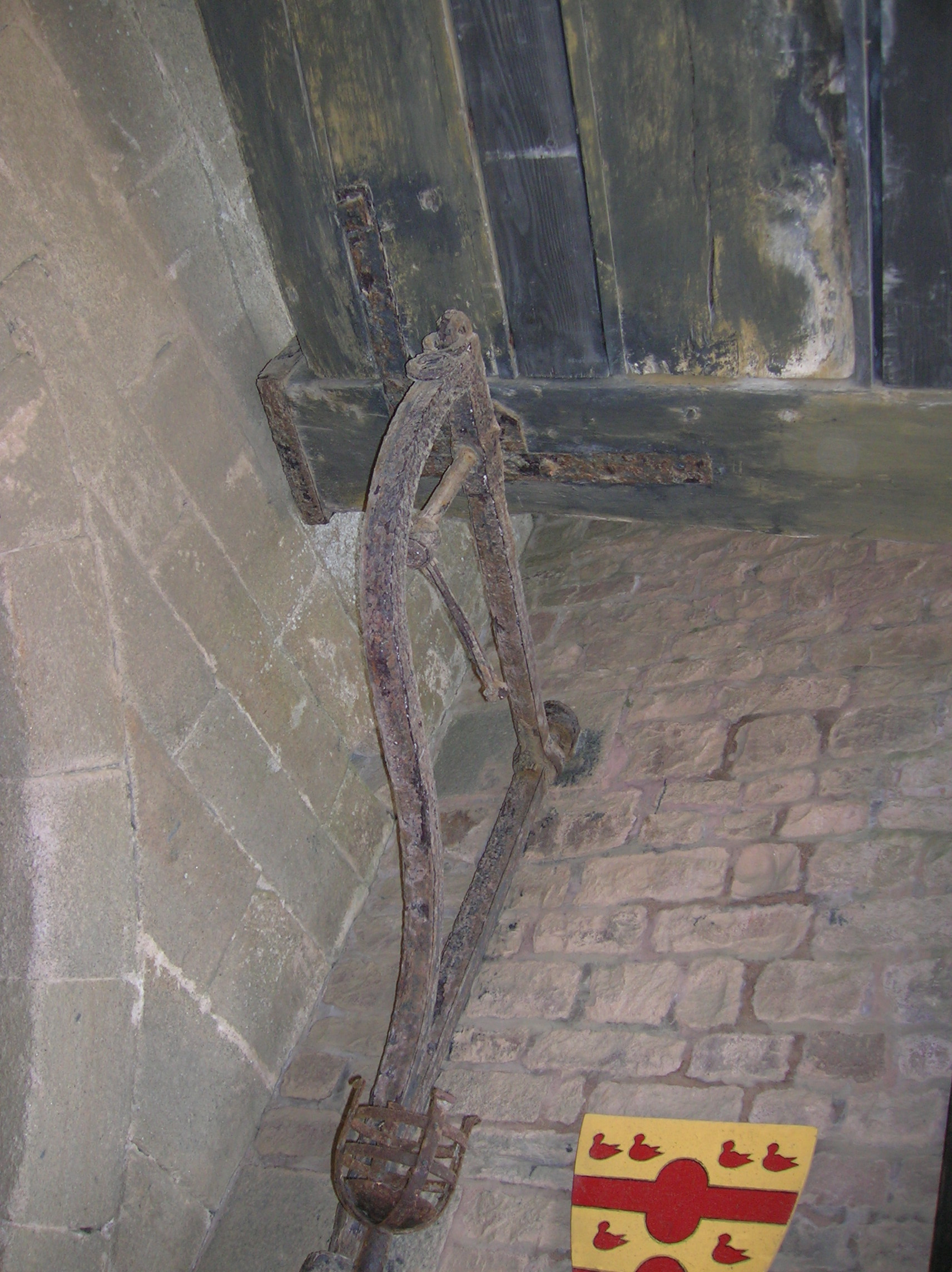
Système de blocage du pont-levis.
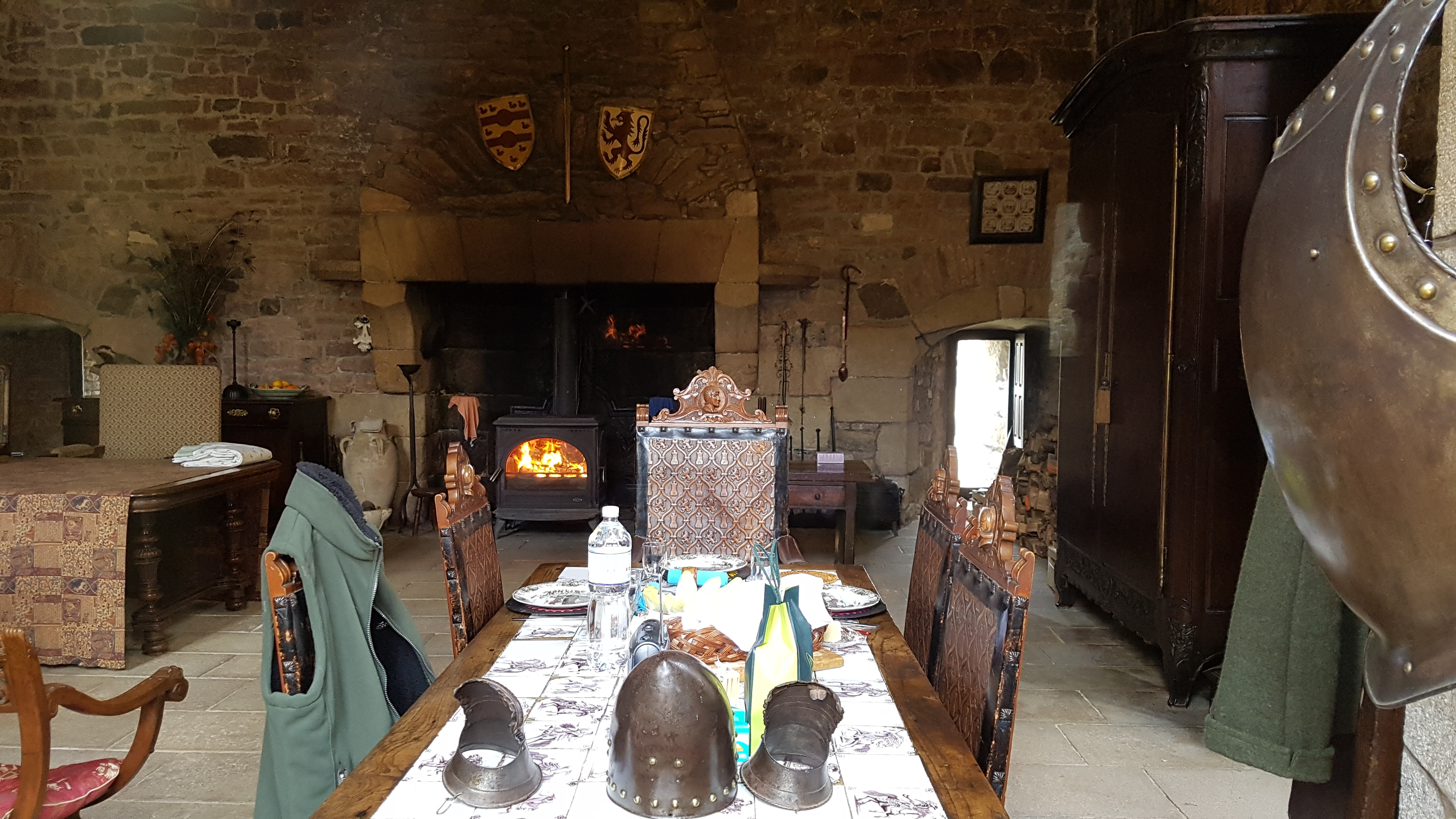
Intérieur du logis du gouverneur.
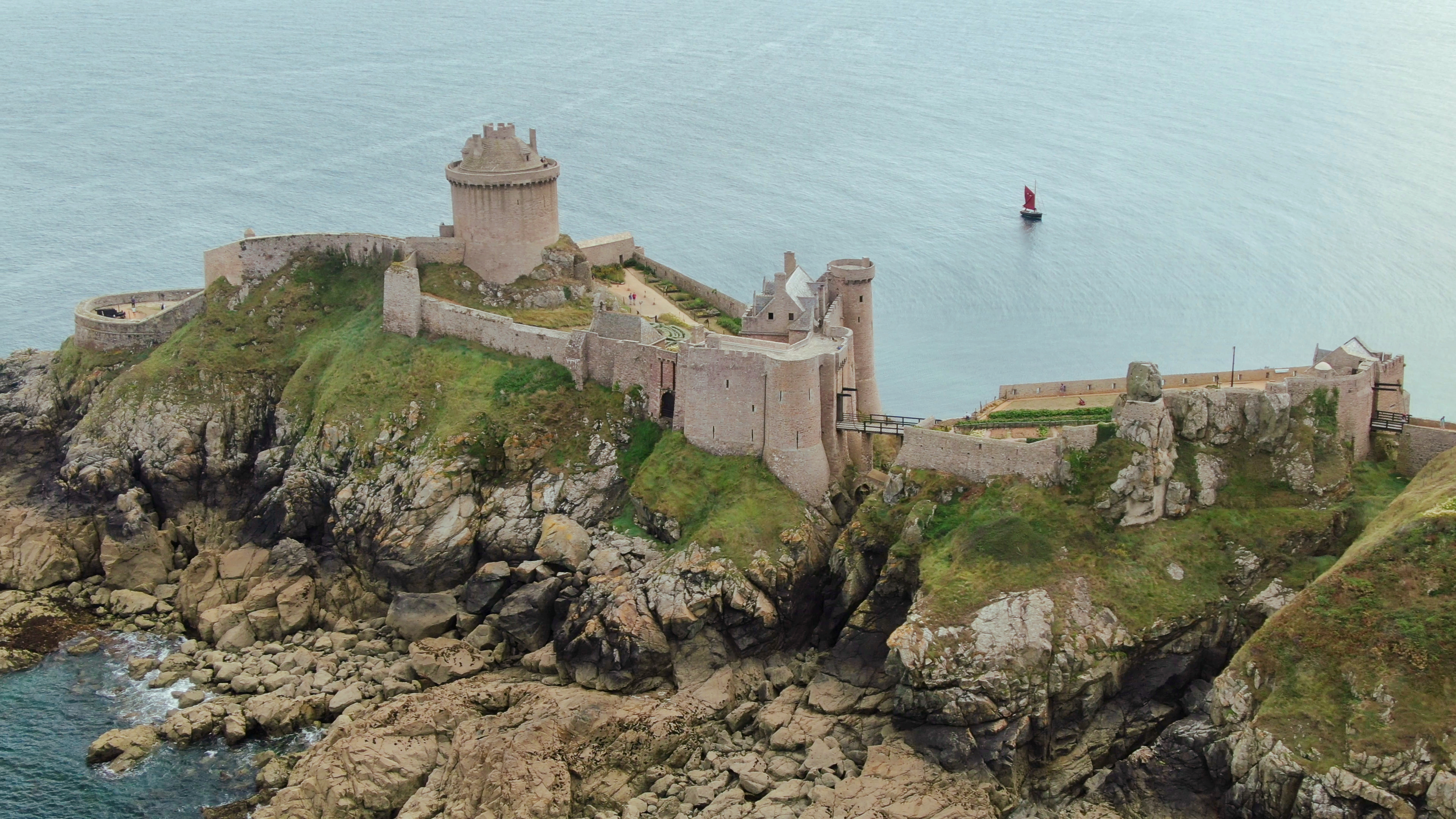
Vue par drone.

#### La citerne

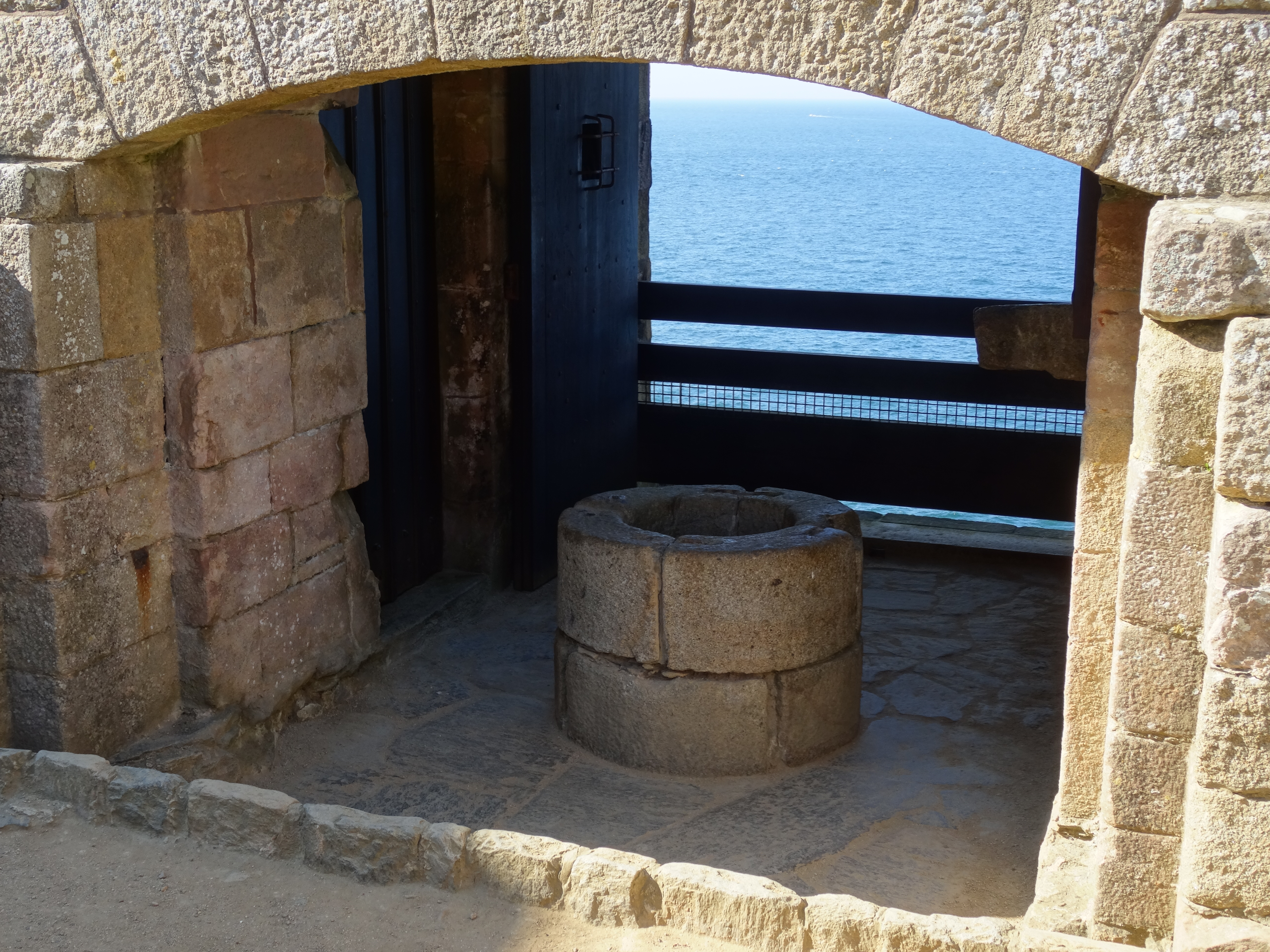
La citerne.

Le fort étant construit sur un massif granitique, il était impossible de creuser un puits. La citerne d'eau, d'une capacité de 20 000 litres, devait pouvoir servir à toute la garnison (environ quarante hommes), ce qui, compte tenu du volume maximal de rétention, semble peu. Elle était alimentée par la récupération des eaux pluviales.
Au niveau de la citerne, et en direction du nord-ouest, un pont-levis factice était destiné à tromper les éventuels assaillants maritimes qui se dirigeaient alors vers une zone de forts courants où leur navire allait se fracasser contre les rochers. Ce pont-levis factice était néanmoins peu efficace.

### La basse-cour

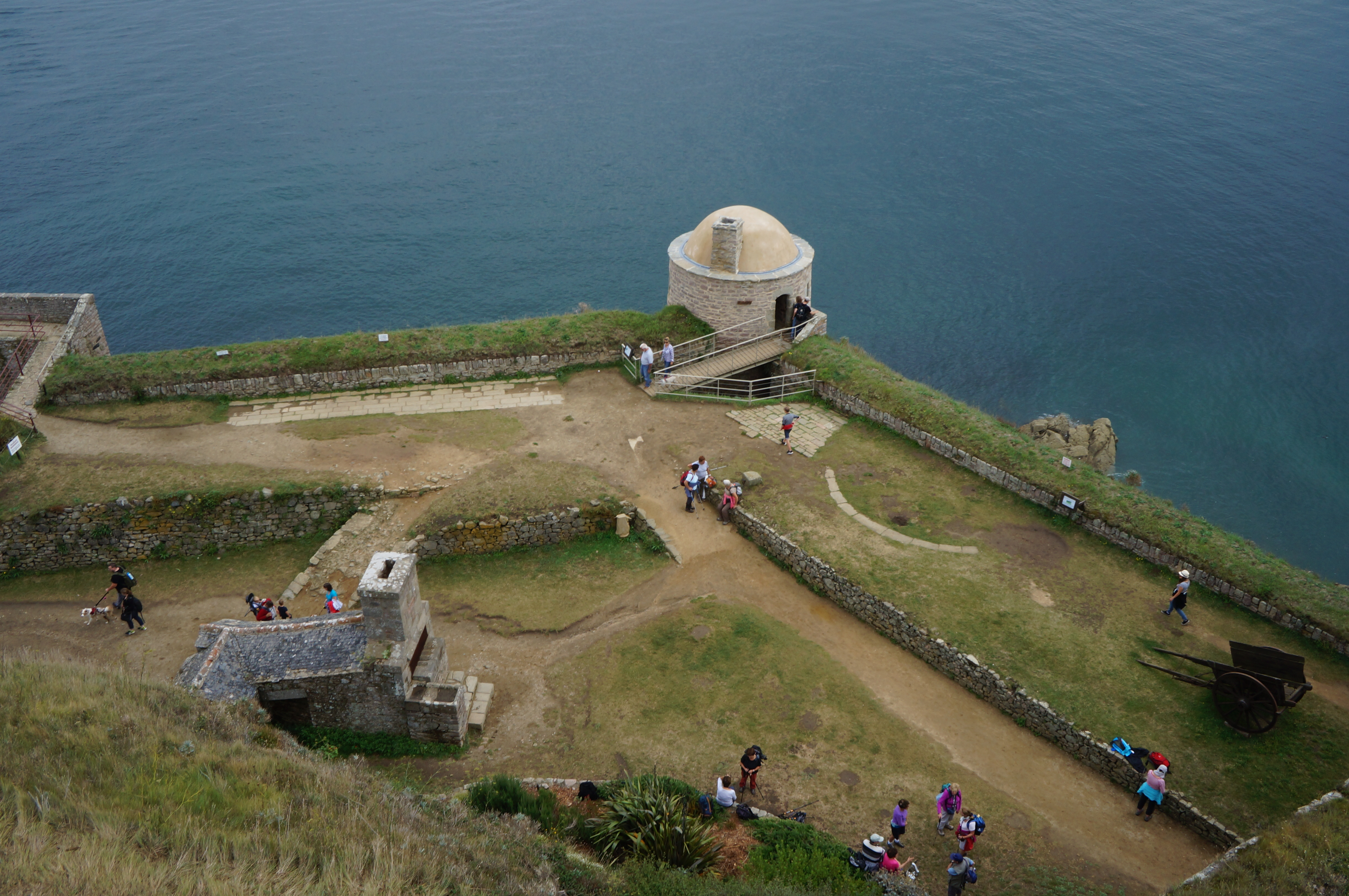
La basse-cour vue du donjon.

Elle se trouve entre la cour au sud et la batterie basse au nord. Elle se situe autour d'un promontoire rocheux sur lequel est construit le donjon.

#### Le four à boulets

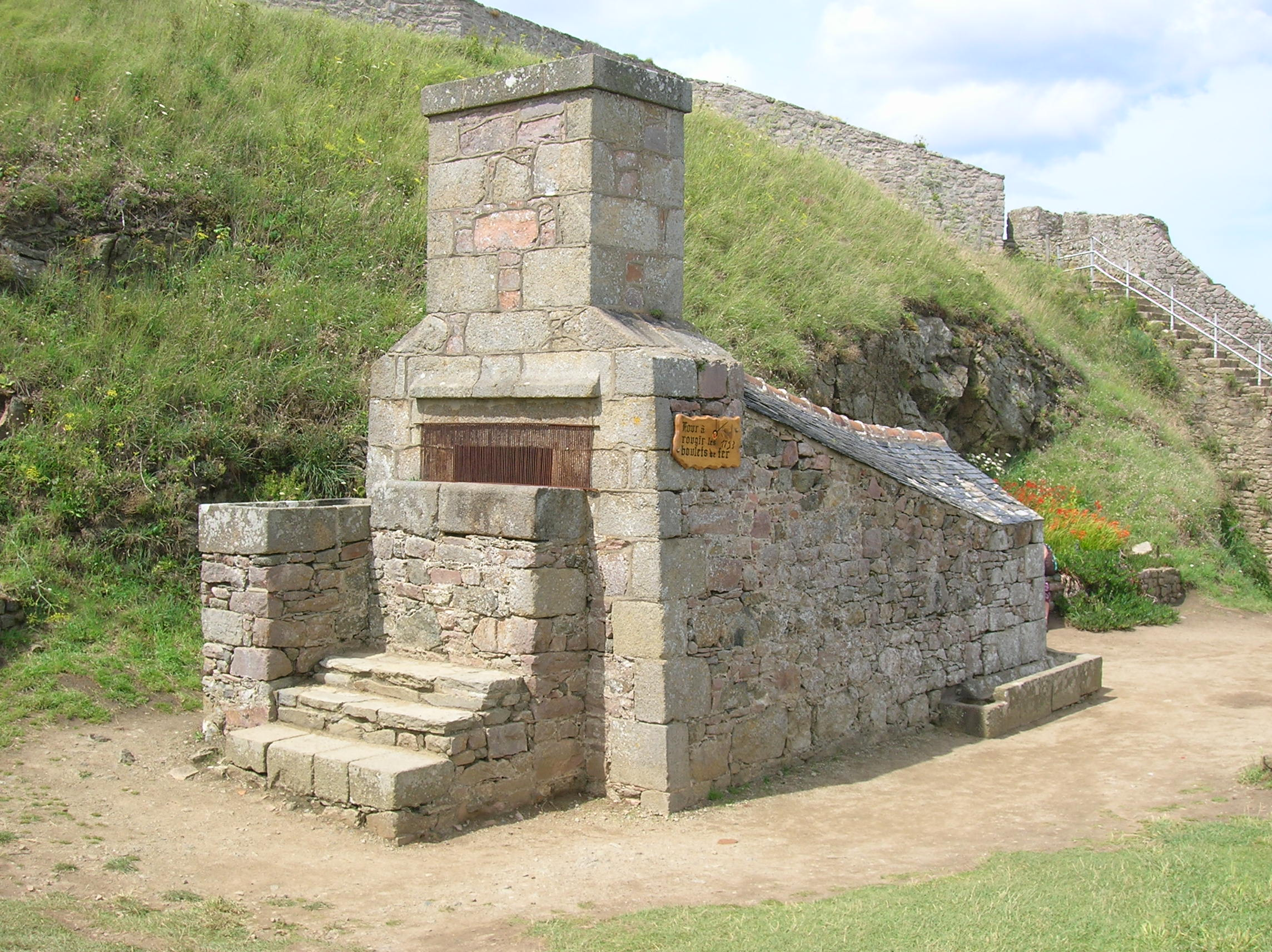
Le four à boulets.

Dans la basse-cour se trouve un four à boulets qui permettait de chauffer au rouge les boulets de canon avant de les tirer. Cette installation fut somme toute fort peu utilisée pour plusieurs raisons :
- le four consommait énormément de bois ;
- il fallait, pour que cela soit efficace, chauffer pendant huit heures, ce qui laissait largement le temps aux ennemis de s'enfuir ;
- charger le canon était beaucoup plus dangereux, le boulet chaud risquant de faire exploser la poudre noire.

De ces fours à boulet nous est restée l'expression « Tirer à boulets rouges »

### Le donjon
Le donjon est muni de mâchicoulis et de plusieurs types de meurtrières : les arbalétrières en forme de croix pour le tir à l'arbalète et les archères simple fente très allongée pour le tir à l'arc. Des trous permettant de tirer à l'arquebuse (trous plus petits situés de chaque côté des meurtrières) et à la bombarde (grand trou). Une ligne de bombardement est visible au niveau de ces meurtrières et correspond à la prise du château au XVIe siècle qui s'est accompagnée d'une canonnade du donjon.
Quatre sculptures représentant le tétramorphe selon Ézéchiel se trouvent au niveau du cercle de granite jaune qui entoure le donjon. On retrouve ainsi, face au châtelet, l'ange de saint Matthieu, puis le lion de saint Marc, l'aigle de saint Jean (très abîmé par le temps) et enfin le bœuf de saint Luc à droite de l'entrée du donjon.
L'entrée du donjon révèle la présence d'un troisième pont-levis aujourd'hui remplacé par un escalier. L'emblème des Goyon-Matignon, une sirène, couronne le passage. L'entrée du donjon était protégée par une herse et un assommoir dans la souricière. Dans le donjon, on retrouve une exposition sur les travaux de restauration du fort. La dernière pièce soutient le toit par une voûte à croisée d'ogive datant de 1340.

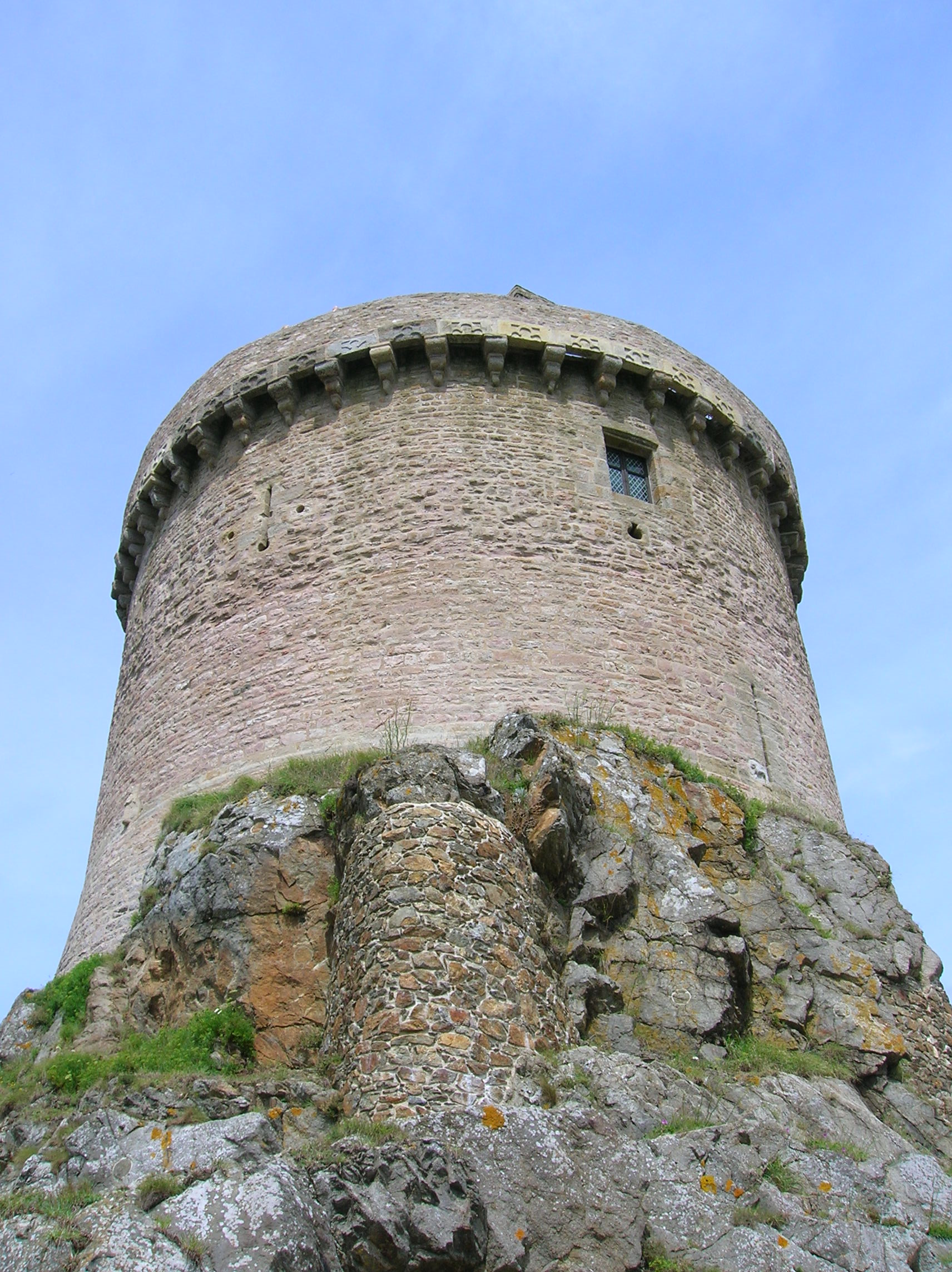
Vue générale sur le donjon.
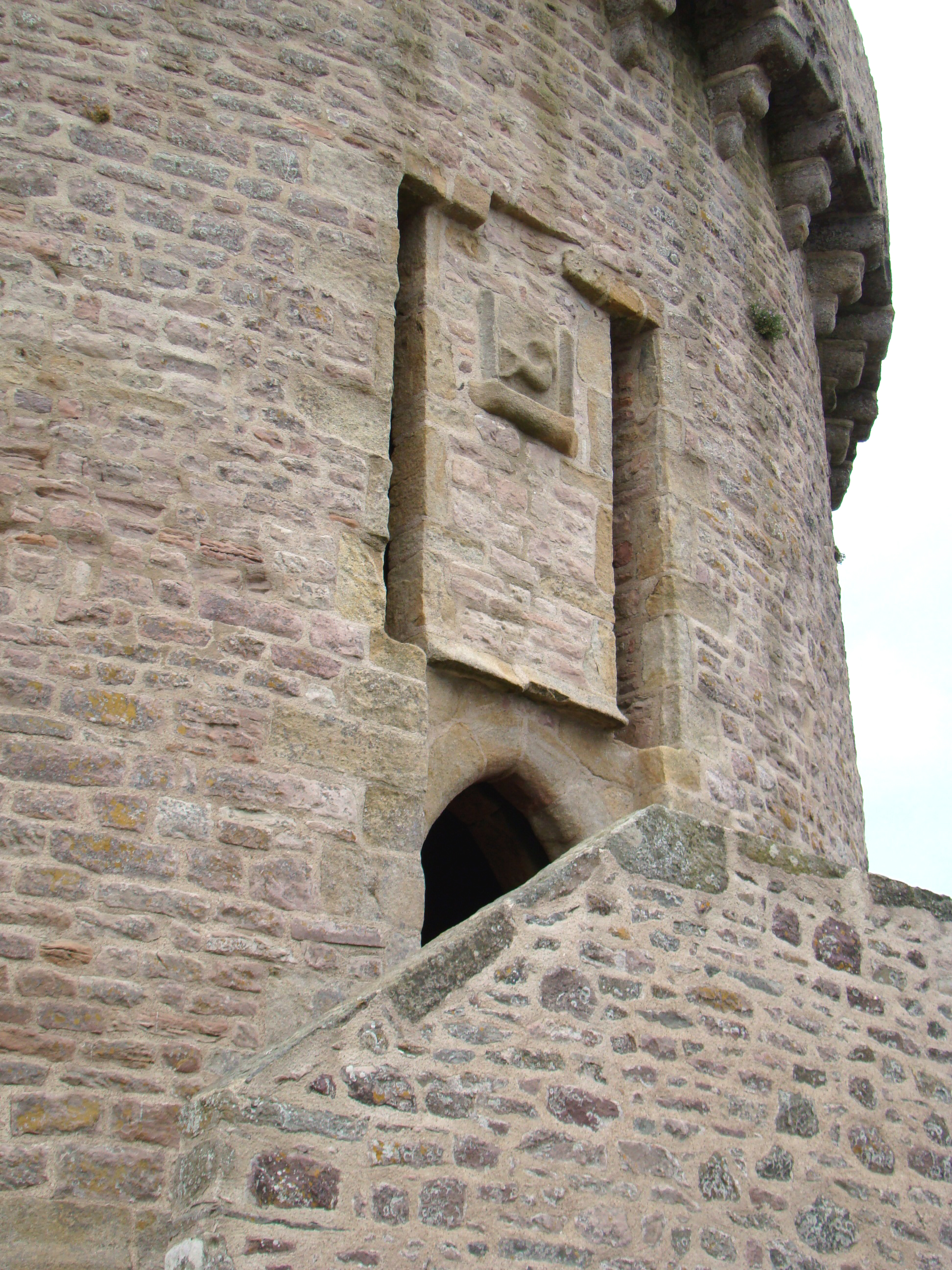
Entrée du donjon.
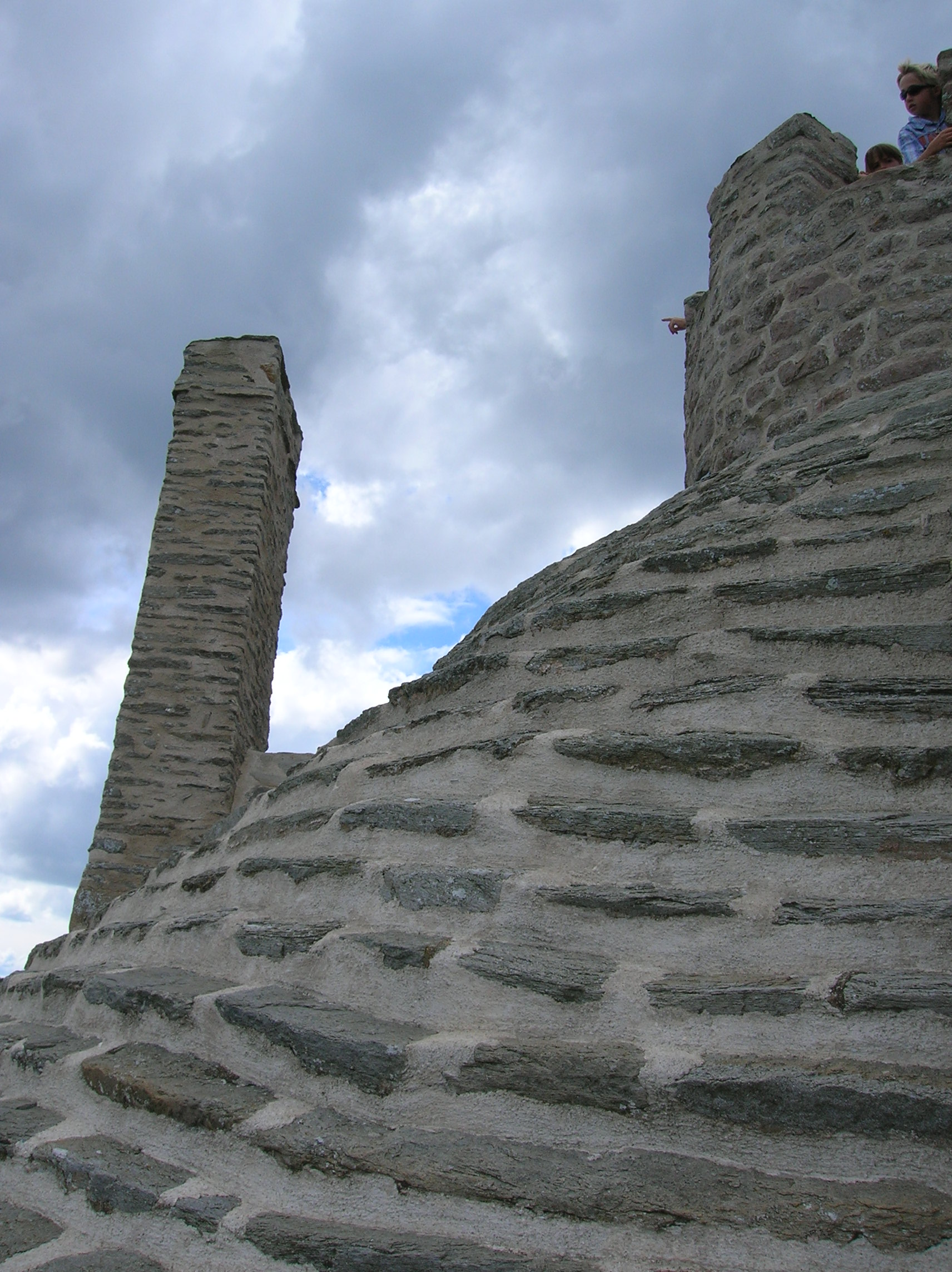
Le toit du donjon.
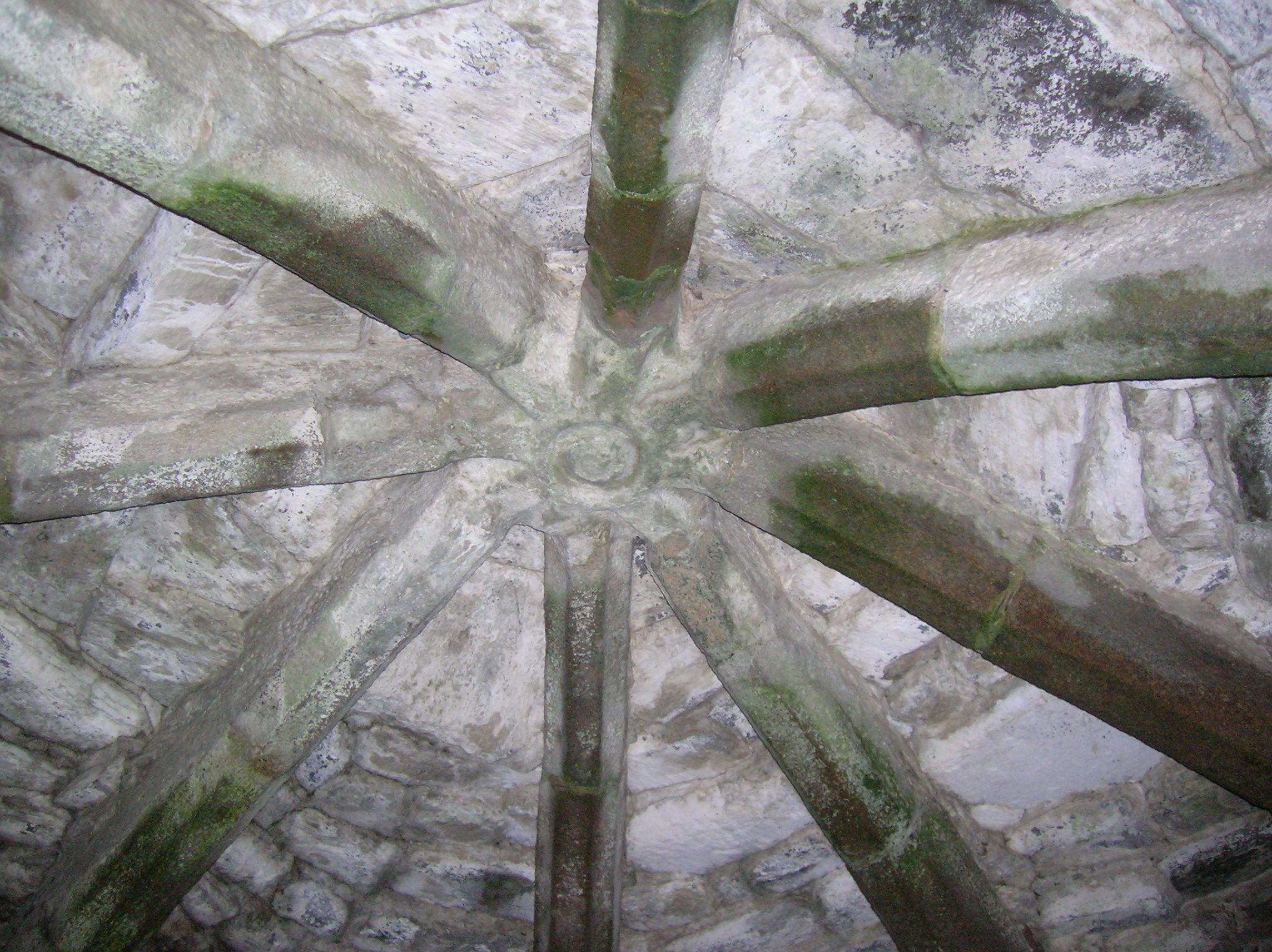
Voûte intérieure en ogive.
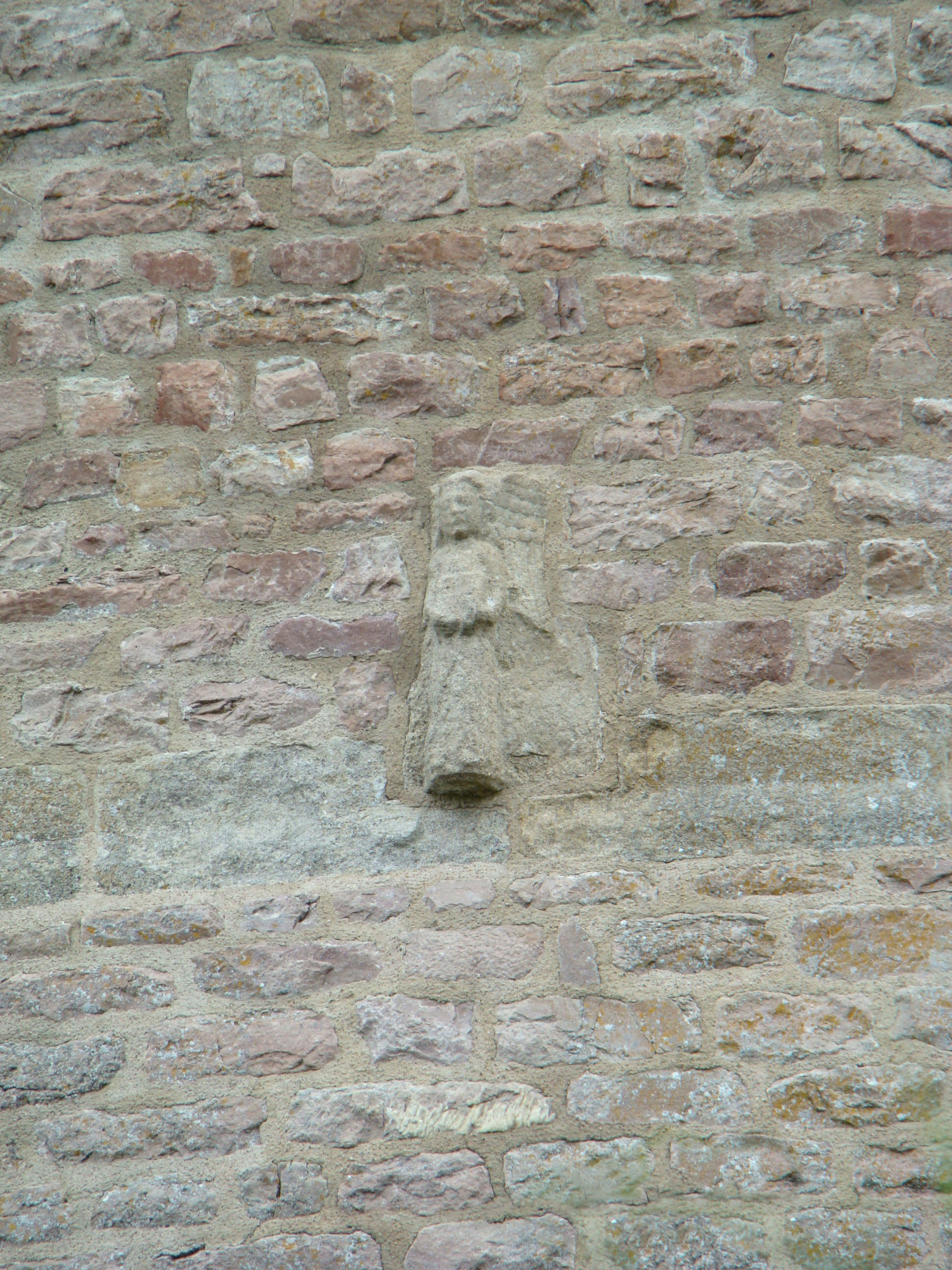
L'ange de saint Matthieu.
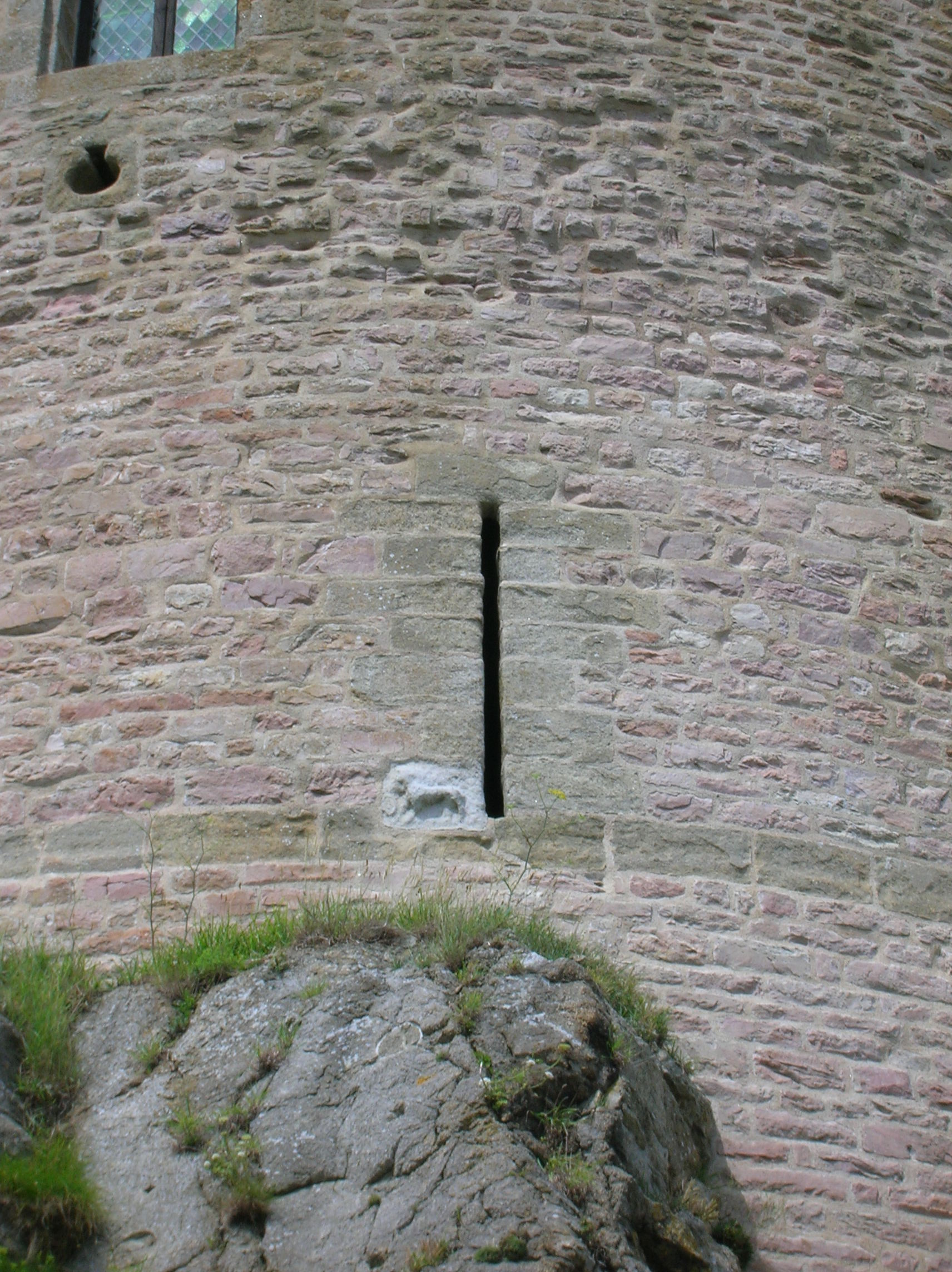
Le lion de saint Marc.
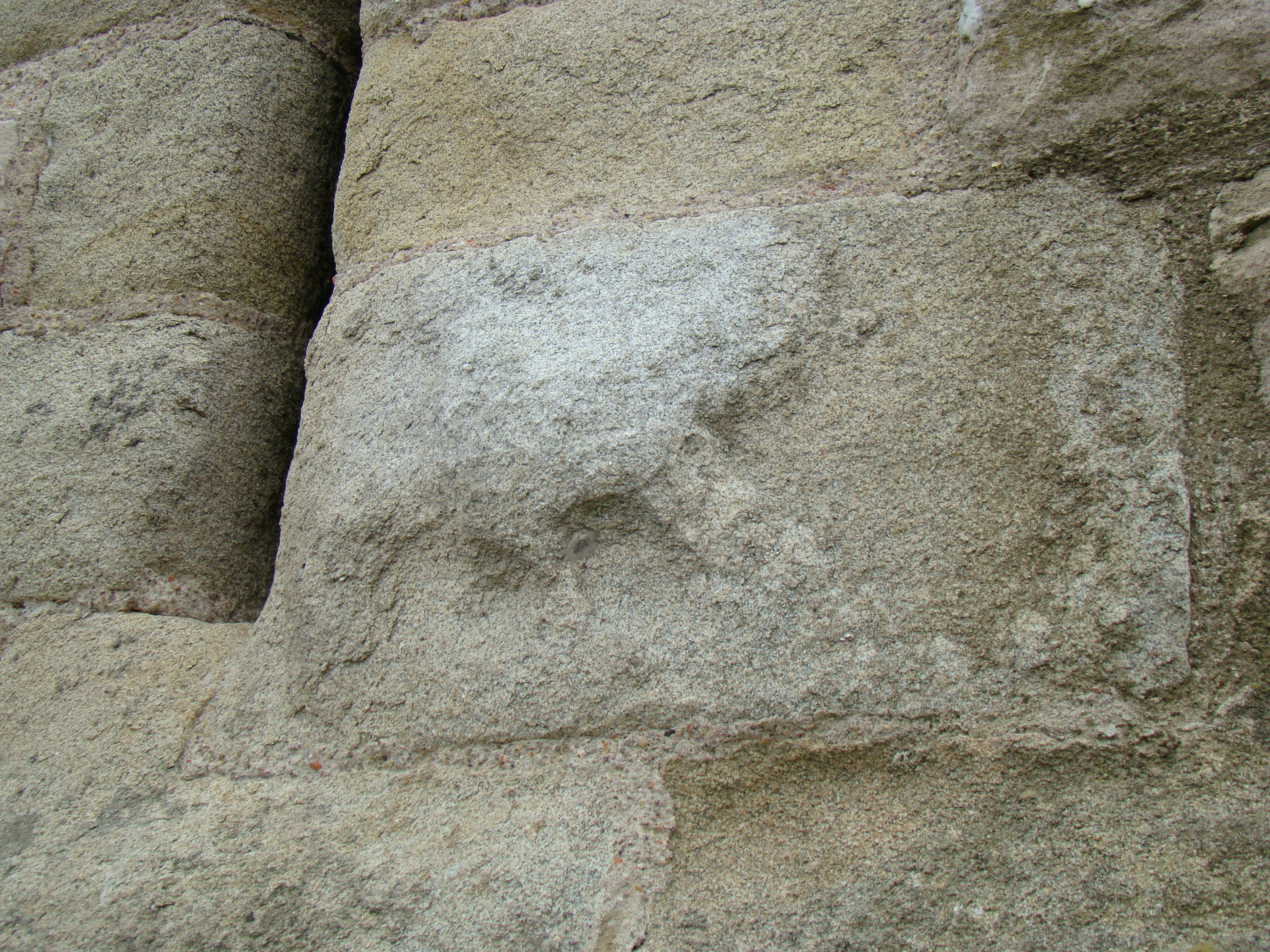
L'aigle de saint Jean.
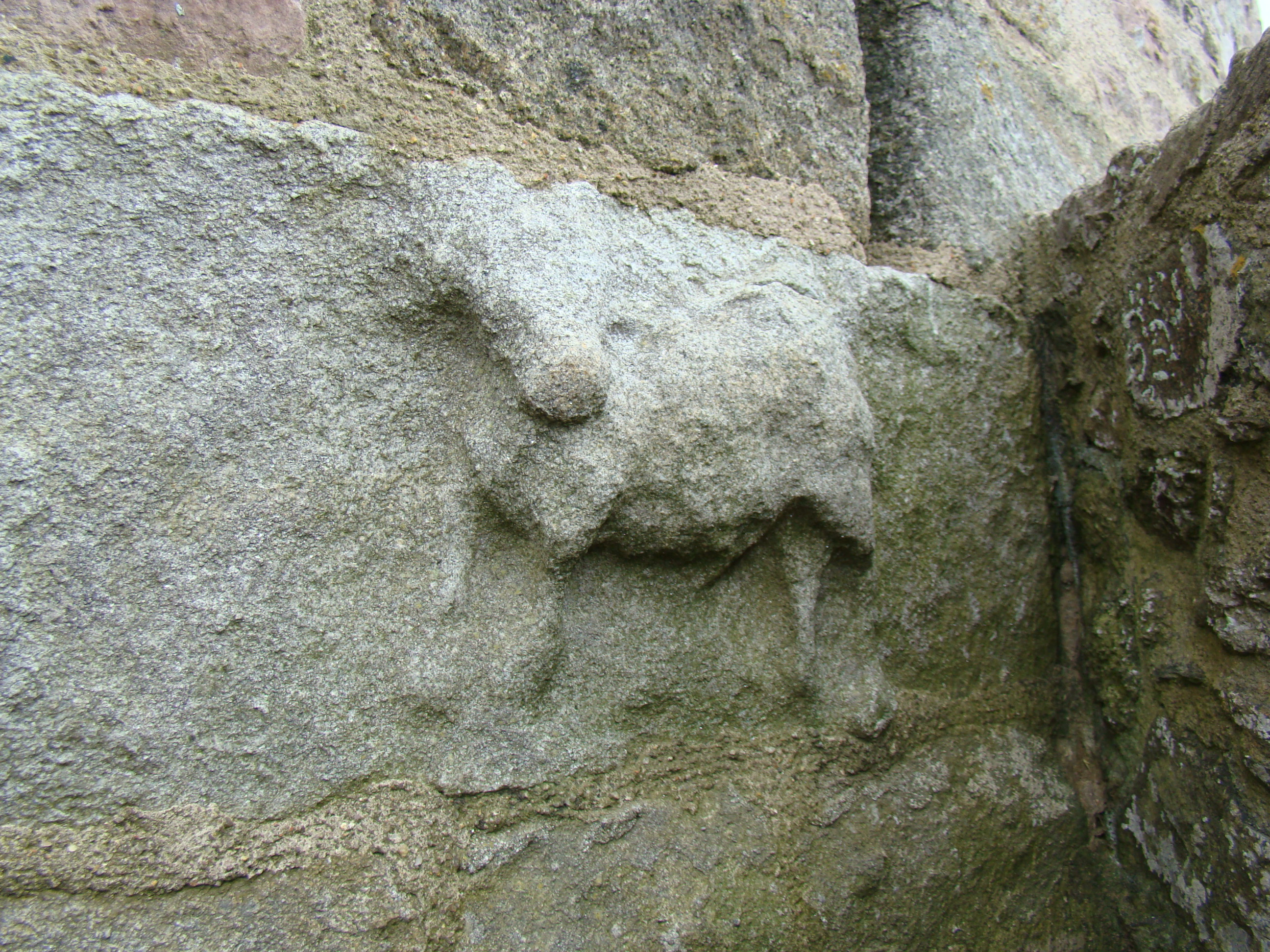
Le bœuf de saint Luc.
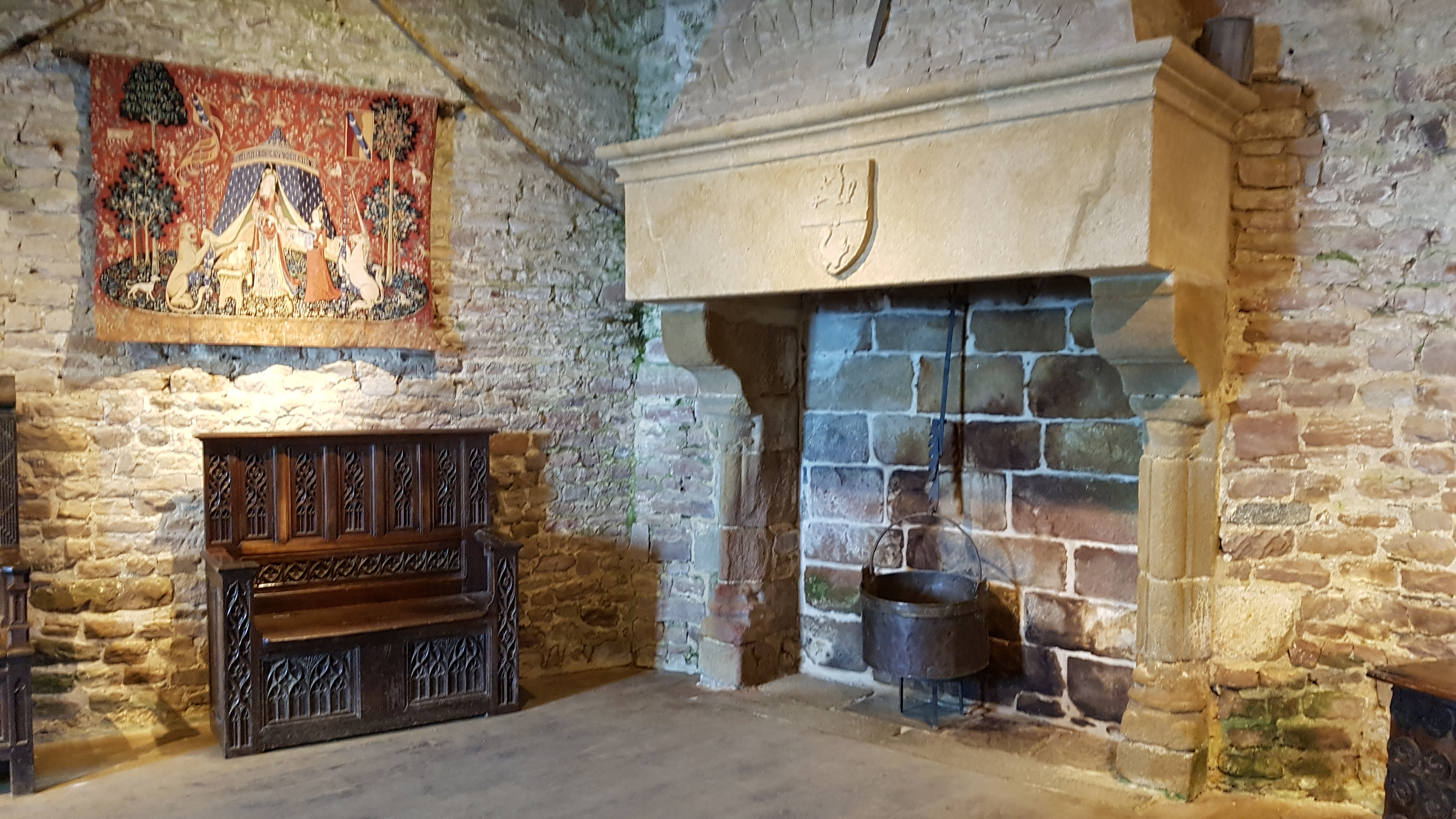
Le premier étage.
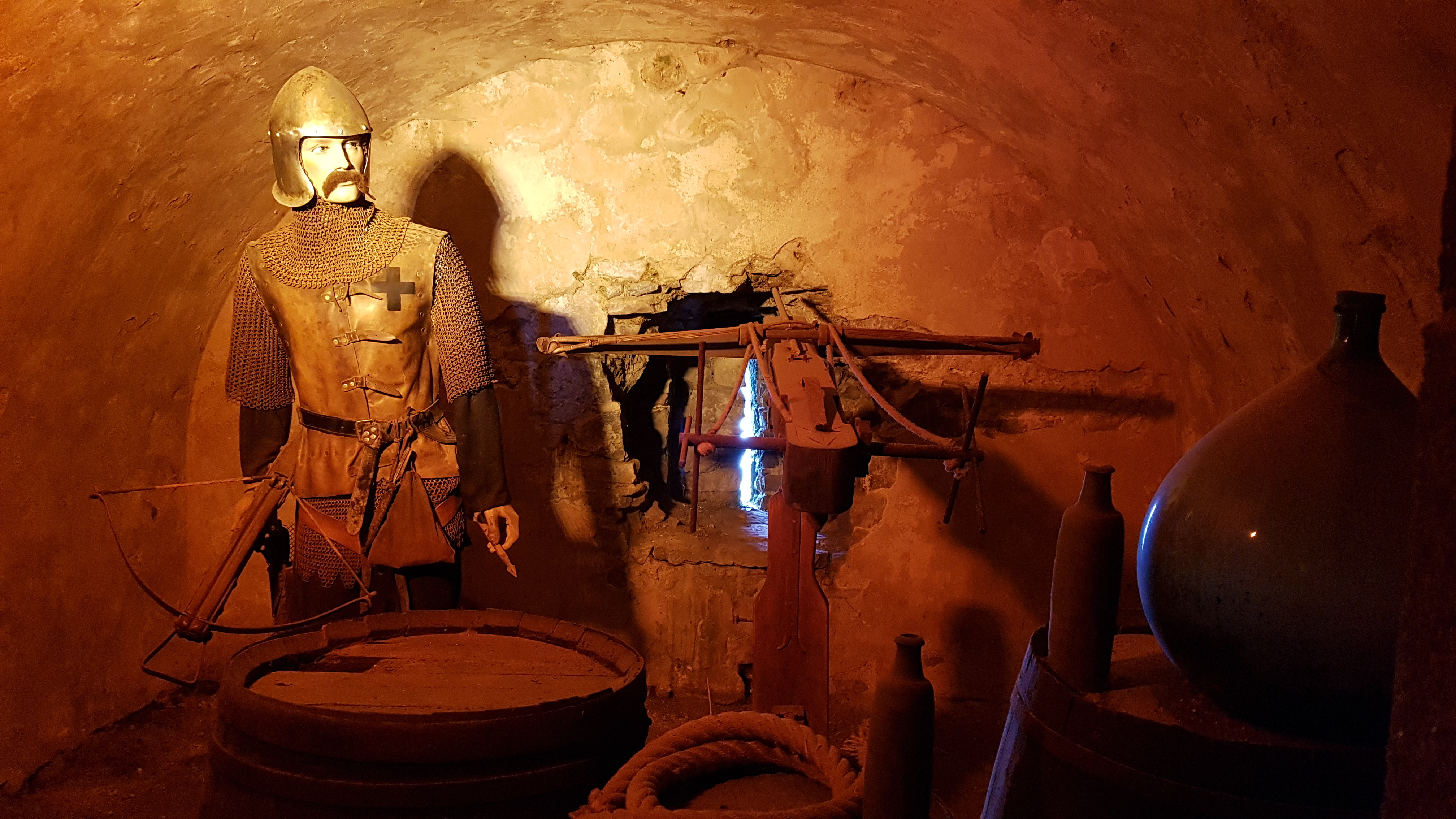
Scène reconstituée.

### La batterie basse

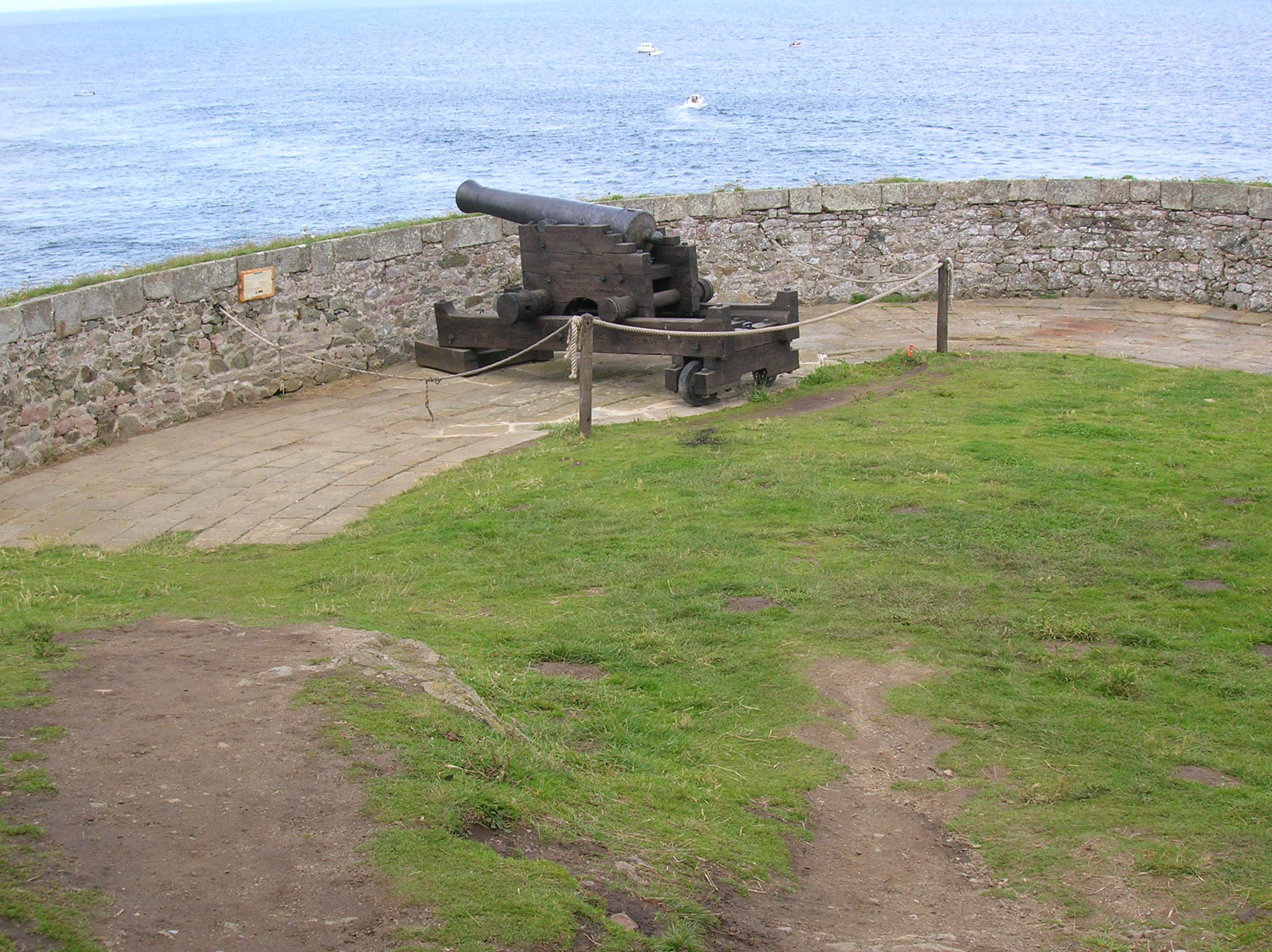
La batterie basse avec un canon.

Elle est située à la pointe de la presqu'île sur laquelle est construite le château, en face de la mer. Elle était équipée de canons pour tirer sur les navires assaillants.

#### Les canons
Il y eut huit canons sous Louis XIV. Les plus grands avaient un fût de huit mètres de long. Seuls des exemplaires « moyens » sont présents sur le site, qui pouvaient envoyer un boulet jusqu'à un kilomètre de distance. Les réglages balistiques étaient facilités par le chemin de roulage, c'est-à-dire un arc de cercle en granite qui permettait de guider les roues du canon.
Selon les archives militaires, un coup pouvait être tiré toutes les trois minutes.

## Tournages
Ce fort a servi de cadre à plusieurs scènes des films, téléfilms, séries télévisées et clips suivants :
- Le Parfum de la dame en noir, 1931
- Les Trois Mousquetaires, 1948
- Les Vikings (Vikings) 1958, avec Kirk Douglas et Tony Curtis, dont le combat final eut lieu sur le donjon[13].
- Metzengerstein l'un des sketches du film Histoires extraordinaires, 1967.
- Lancelot du Lac, 1970.
- La Danse de mort, 1983.
- Le Gerfaut, 1987, série télévisée[14]
- Chouans !, 1987.
- Le Jeu du roi, 1988.
- Le Cœur et l'Épée (Il cuore e la spada, Heart and Sword) 1998.
- La Tribu de Dana, clip du groupe Manau, 1998[15].
- Une vieille maîtresse, 2007.
- L'Épervier, série pour France Télévision avec Aurélien Wiik, Martin Lamotte 2011.
- Avril et le Monde truqué, film d'animation, 2015.
- Ma Reine, clip du groupe Manau, 2018.
- Les Trois Mousquetaires : D'Artagnan et Les Trois Mousquetaires : Milady, 2023.